# Turning Point (2012)
Pour les articles homonymes, voir Turning Point.
L'édition 2012 de Turning Point est un événement de catch professionnel télédiffusé et visible uniquement en paiement à la séance. L’évènement, produit par la Total Nonstop Action Wrestling (TNA), s'est déroulé le 11 novembre 2012 à l'Impact Wrestling Zone, à Orlando (Floride) aux États-Unis. Il s'agit de la neuvième édition de Turning Point. Les Aces & Eight sont en vedette de l'affiche promotionnelle (officielle), pour cause étant leur premier pay-per-view en tant qu'employés à la TNA.

## Contexte
Les spectacles de la Total Nonstop Action Wrestling en paiement à la séance sont constitués de matchs aux résultats prédéterminés par les scénaristes de la TNA. Ces rencontres sont justifiées par des storylines - une rivalité avec un catcheur, la plupart du temps - ou par des qualifications survenues dans les émissions de la TNA telles que Impact Wrestling et Xplosion. Tous les catcheurs possèdent un gimmick, c'est-à-dire qu'ils incarnent un personnage face (gentil) ou heel (méchant), qui évolue au fil des rencontres. Un pay-per-view comme Destination X est donc un évènement tournant pour les différentes storylines en cours.

## Matchs
| #                                                                | Match | Stipulation                                                                           | Durée |
| ---------------------------------------------------------------- | --- | ------------------------------------------------------------------------------------- | ----- |
| 1                                                                | Samoa Joe (c) bat Magnus                                                                                          | No Disqualification match. pour le Television Champion                                | 12:29 |
| 2                                                                | Eric Young et O.D.B battent Tara & Jesse                                                                          | Tag Team Mixte match                                                                  | 05:42 |
| 3                                                                | Rob Van Dam (c) bat Joey Ryan                                                                                     | Match simple pour le X Division Champion                                              | 07:04 |
| 4                                                                | DOC des Aces and eights bat Joseph Parks                                                                          | Match simple                                                                          | 09:34 |
| 5                                                                | Chavo Guerrero & Hernandez (c) battent The World Tag Team Champions of the World (Christopher Daniels & Kazarian) | Match par Equipe pour les TNA World Tag Team Championship                             | 11:57 |
| 6                                                                | James Storm bat Bobby Roode et A.J. Styles                                                                        | Match Triple menace pour être le Challenger n°1 au TNA World Heavyweight Championship | 16:38 |
| 7                                                                | Kurt Angle bat Devon                                                                                              | Match Simple                                                                          | 12:36 |
| 8                                                                | Jeff Hardy (c) bat Austin Aries                                                                                   | Ladder match pour le TNA World Heavyweight Championship                               | 21:01 |
| (c) désigne le(s) champion(s) défendant son titre dans le match. | |                                                                                       |       |